# Vit aspticka
Vit aspticka (Royoporus pseudobetulinus) är en svampart som först beskrevs av Murashk. ex Pilát, och fick sitt nu gällande namn av A.B. De 1998. Royoporus pseudobetulinus ingår i släktet Royoporus och familjen Polyporaceae. Inga underarter finns listade i Catalogue of Life.
I den svenska databasen Dyntaxa används istället namnet Polyporus pseudobetulinus för samma taxon.  Arten är reproducerande i Sverige.